# 33377 Večerníček
(33377) Večerníček, denumire internațională (33377) Vecernicek, este un asteroid din centura principală de asteroizi.

## Descriere
33377 Večerníček este un asteroid din centura principală de asteroizi. A fost descoperit pe 12 februarie 1999 la Observatorul din Ondřejov de Petr Pravec. Asteroidul prezintă o orbită caracterizată de o semiaxă mare de 2,28 ua, o excentricitate de 0,13 și o înclinație de 7,2° în raport cu ecliptica.